# Céline Scheen
Céline Scheen (Verviers, 15 maart 1976) is een Belgisch klassiek sopraan.

## Biografie
Scheen begon haar zangstudie bij Annie Frantz. In 1996 ging ze naar de Koninklijke Academie van Bergen en behaalde een eerste prijs in de klas van Marcel Vanaud. Vervolgens haalde ze een diploma zang en zangmethodologie aan de Koninklijke Academie van Brussel. In 1998 ontving ze een beurs van Nany Philippart bij Chapelle musicale Reine Élisabeth. Twee jaar studeerde werkte ze bij Vera Rózsa aan de Guildhall School of Music in Londen, waar ze een hogere graad in vocale uitvoering behaalde. Daarnaast volgde ze masterclasses bij Jean-Paul Fouchécourt, Monique Zanetti en Helmut Deutsch.
Scheen zong de rollen van Lucy in The Telephone, or L'Amour à trois van Gian Carlo Menotti, Thérèse in Les mamelles de Tirésias van Francis Poulenc, de First Lady en Papagena in Die Zauberflöte van Wolfgang Amadeus Mozart, Frasquita in Carmen, Vespetta in Pimpinone van Georg Philipp Telemann, Grilletta in Lo Speziale van Joseph Haydn en Zerlina in Mozarts Don Giovanni. Ze verscheen met de Munt in Alceste van Christoph Willibald Gluck, Eliogabalo van Francesco Cavalli en Die Zauberflöte van Mozart onder leiding van René Jacobs. Ze zong in concerten in de Petite Messe Solennelle van Gioachino Rossini, Carmina Burana van Carl Orff, het Requiem van Gabriel Fauré, de kroningsmis en de Grote Mis in c mineur van Mozart, en de Johannes Passion van Johann Sebastian Bach met Il Fondamento, Ricercar Consort, Café Zimmermann, La Fénice, La Cetra d'Orfeo en Musica Antiqua Köln .
Scheen was van 1994 tot 1996 lid van het World Youth Choir, waardoor ze tours kon maken in Latijns-Amerika, Canada, Estland, Letland, Finland en Zweden. Scheen werd uitgenodigd om op te treden in de Abbaye aux Dames tijdens het Festival de Saintes.

## Discografie
- Cyril Auvity, Orphée, Céline Scheen, Eurydice, Floriane Hasler, Proserpine, Etienne Bazola, Pluton, Ensemble Desmarest, onder leiding van Ronan Khalil (Glossa, 2018)
- Muziek bij Gérard Corbiau 's film Le Roi Danse voor Deutsche Grammophon met het ensemble Musica Antiqua Köln onder leiding van Reinhard Goebel (1999)
- Euridice in Charpentier 's La Descente d'Orphée aux enfers H.488 met het Ensemble Desmarest onder leiding van Ronan Khalil (CD Glossa, 2018).